# Hartmann Schedel
Hartmann Schedel (ur. 13 lutego 1440 w Norymberdze, zm. 28 listopada 1514 tamże) – niemiecki lekarz, humanista i historyk. Autor Kroniki świata wydanej w 1493 roku w Norymberdze.

## Rodzina
Hartmann Schedel w wieku jedenastu lat, wraz z braćmi, został zupełnym sierotą. Jego matka Anna Grabner zmarła w 1445 r., a ojciec, zamożny kupiec norymberski, Hartmann Schedel (starszy) zmarł w 1451 r. Dziećmi zaopiekował się brat ojca i on zadbał o ich wykształcenie. Brat Hartmanna, Johannes Schedel, wstąpił do miejscowego klasztoru Dominikanów, natomiast Georg Schedel poszedł w ślady ojca i został kupcem. 

## Życiorys

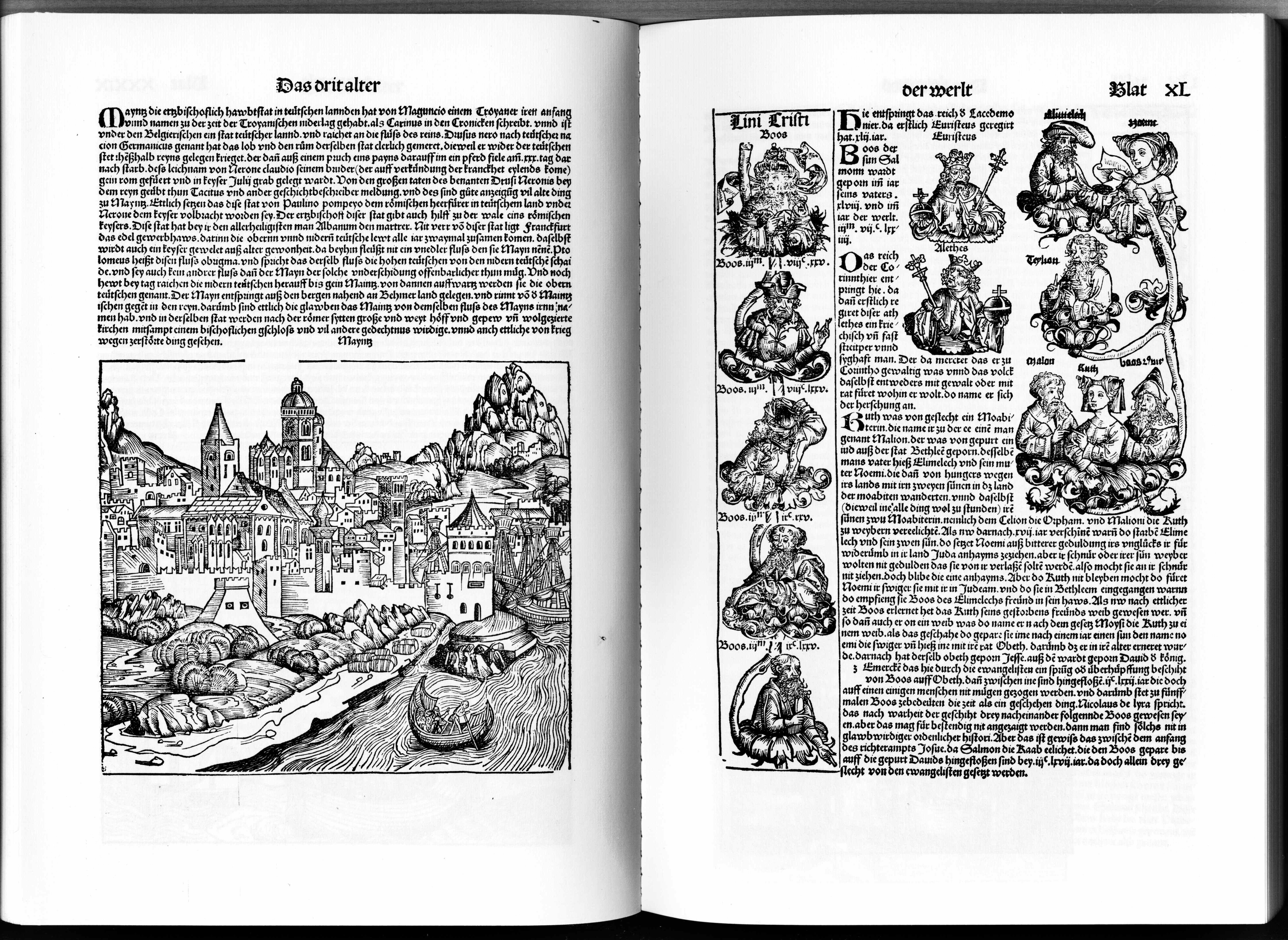
Moguncja z Kroniki świata

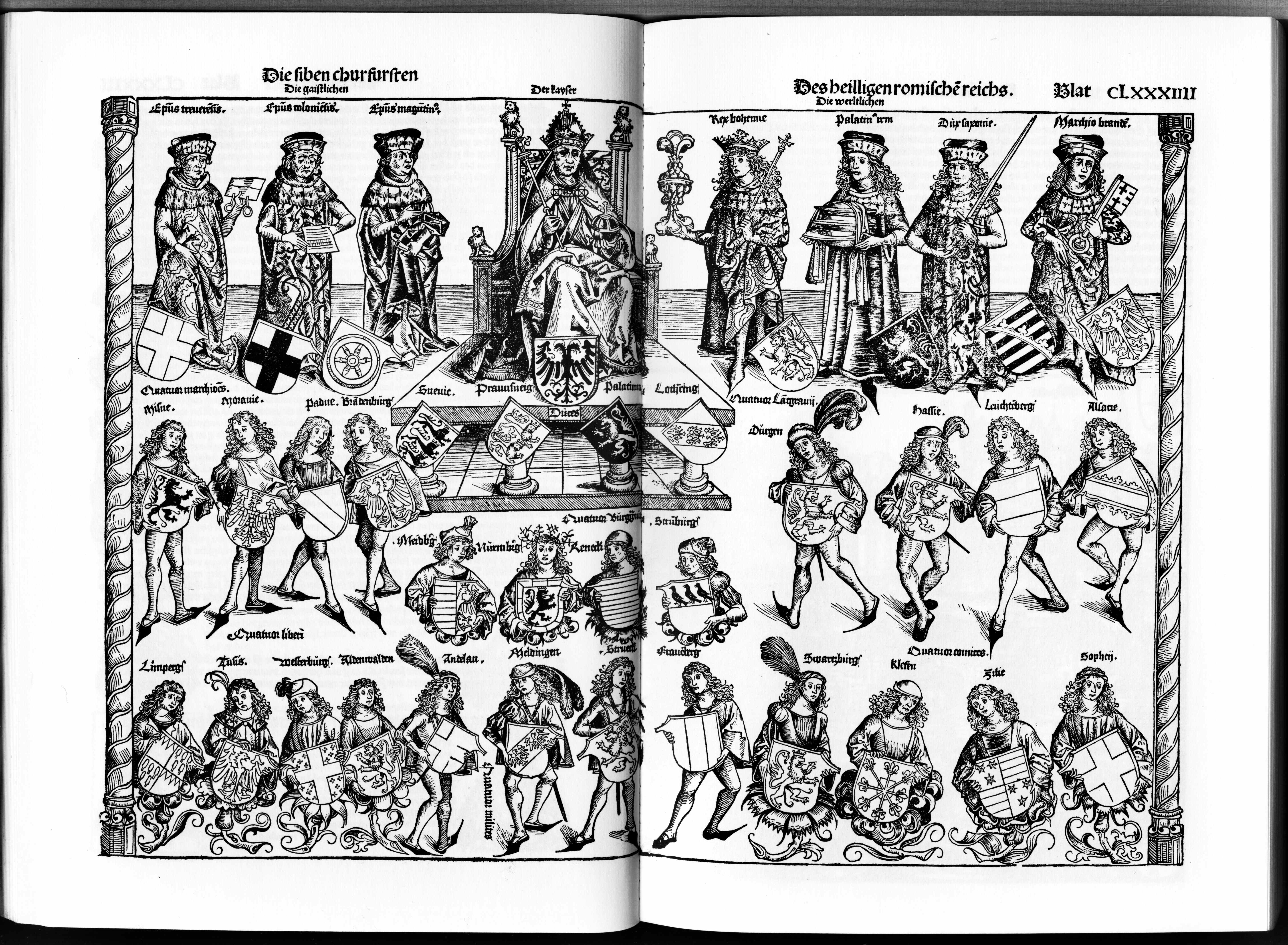
Alegoria ustroju Świętego Cesarstwa Rzymskiego z Kroniki świata

Hartmann Schedel w wieku 16 lat, czyli w 1456, został studentem Uniwersytetu w Lipsku. W 1461 roku wstąpił do kółka humanistycznego Petera Ludera. Uczęszczał na wykłady z prawa i prawa kanonicznego i został magistrem nauk wyzwolonych. W 1463 przeniósł się do Padwy, gdzie na słynnym uniwersytecie studiował medycynę, anatomię i chirurgię u Perusinusa Matheolusa. Równocześnie chodził na wykłady z fizyki oraz, w Niemczech praktycznie nieznanego, języka greckiego. Dzięki językowi greckiemu mógł zapoznać się z astronomią i astrologią. Został doktorem medycyny w 1466, powrócił do Norymbergi i tu zaczął praktykę lekarską. Po kilku latach został lekarzem osobistym Fryderyka II, elektora brandenburskiego. Z powodów zdrowotnych opuścił stanowisko i udał się na południe po czym wrócił do Norymbergi ponownie otwierając praktykę lekarską. Często jednak wyjeżdżał przywożąc z podróży mnóstwo notatek, książek i map. 
W latach 1470–1477 był miejskim lekarzem w Nördlingen, gdzie wstąpił do bractwa "Kartäuser im Christgarten". Ożenił się w 1475 z mieszczką z Norymbergi Anną Heugel. Przeniósł się do Berufsweg koło miejscowości Amberg. Po 1482 roku Hartmann Schedel po raz kolejny powrócił do Norymbergi. Tu w 1485 roku umiera mu pierwsza żona. W 1487 roku żeni się ponownie z Magdaleną Haller, ale wkrótce i ona umiera (w 1505). Z obu małżeństw Hartmann Schedel miał dwanaścioro dzieci, z tego dojrzały wiek osiągnęło sześcioro. 
Hartmann Schedel należał do znanych i ważnych osobistości Norymbergi, jednak nie mógł zasiadać w radzie miasta, gdyż jego druga żona, po ojcu formalnie była mieszczanką z Bambergu. Był też człowiekiem zamożnym. Zyski przynosiła mu praktyka lekarska, własne i dzierżawione grunty oraz kamienica czynszowa na ulicy Grodzkiej odziedziczona po krewnym Hermanie Schedlu (między innymi mieszkał tam Albrecht Dürer).
W wolnych od praktyki lekarskiej chwilach, od ok. 1487 roku, Hartmann Schedel zaczął pisać książkę swojego życia. Podczas podróży sam zdobywał potrzebne materiały, przeglądał biblioteki klasztorne, a na uczelniach słuchał wykładów. Jako znany lekarz miał ułatwione kontakty z różnymi podróżnikami. Wkrótce jego pasja była powszechnie znana, zwłaszcza gdy książka stawała się coraz bardziej realna i należało znaleźć konkretnego wydawcę i sponsora.
Na szczęście z pomocą zgłosili się Michał Wolgemut, Wilhelm Pleydenwurff, Sebald Shreyer oraz Sebastian Kamermaister. Wspólnie doprowadzili do wydrukowania u Antona Kobergera „Kroniki świata” (Liber Chronicarum), książki, która ich wszystkich uwieczniła. 